# Quillan
Quillan is een plaats en gemeente in het Franse departement Aude in de regio Occitanie. De gemeente maakt deel uit van het arrondissement Limoux. Quillan telde op 1 januari 2022 2.992 inwoners.

## Geografie
Quillan is een gemeente in het departement Aude in Zuid-Frankrijk, gelegen aan de voet van de Pyreneeën, aan de weg tussen Carcassonne en Perpignan. De Aude stroomt door de gemeente. De oppervlakte van de gemeente bedroeg op 1 januari 2022 34,63 vierkante kilometer; de bevolkingsdichtheid was toen 86,4 inwoners per km². Op 1 januari 2016 werd de aangrenzende gemeente Brenac opgeheven en bij Quillan gevoegd.
De onderstaande kaart toont de ligging van Quillan met de belangrijkste infrastructuur en aangrenzende gemeenten.

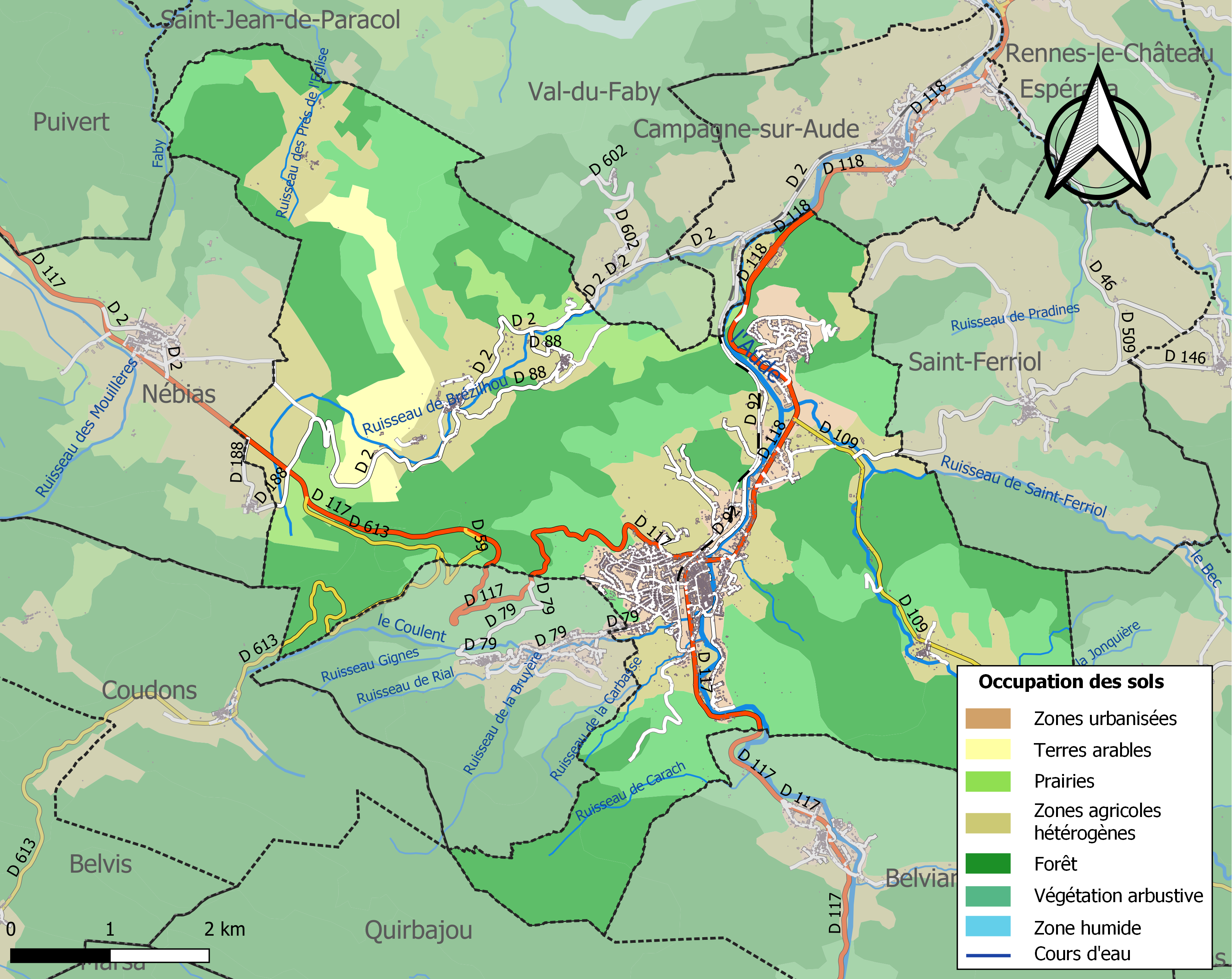

## Taal
In en rond Quillan wordt behalve Frans ook wel Catalaans gesproken.

## Verkeer en vervoer
In de gemeente ligt een niet meer in gebruik zijnd spoorwegstation. Tegenwoordig is Quillan niet meer per trein bereikbaar; die rijdt alleen nog tussen Carcassonne en Limoux. Er is een goede busverbinding met Carcassonne en met Perpignan.

## Demografie
Onderstaande figuur toont het verloop van het inwonertal (bron: INSEE-tellingen).

Vanwege een beveiligingsprobleem met de MediaWiki Graph-software is het momenteel niet mogelijk deze grafiek weer te geven. Zodra de software is bijgewerkt zal de grafiek vanzelf weer zichtbaar worden.

## Sport
Quillan was één keer etappeplaats in de wielerkoers Ronde van Frankrijk. Op 10 juli 2021 won de Nederlander Bauke Mollema er de in Carcassonne gestarte etappe. Daarnaast is Quillan in de wielersport bekend van het vrijwel jaarlijks georganiseerde criterium dat geldt als een van de belangrijkste in Frankrijk.

## Afbeeldingen

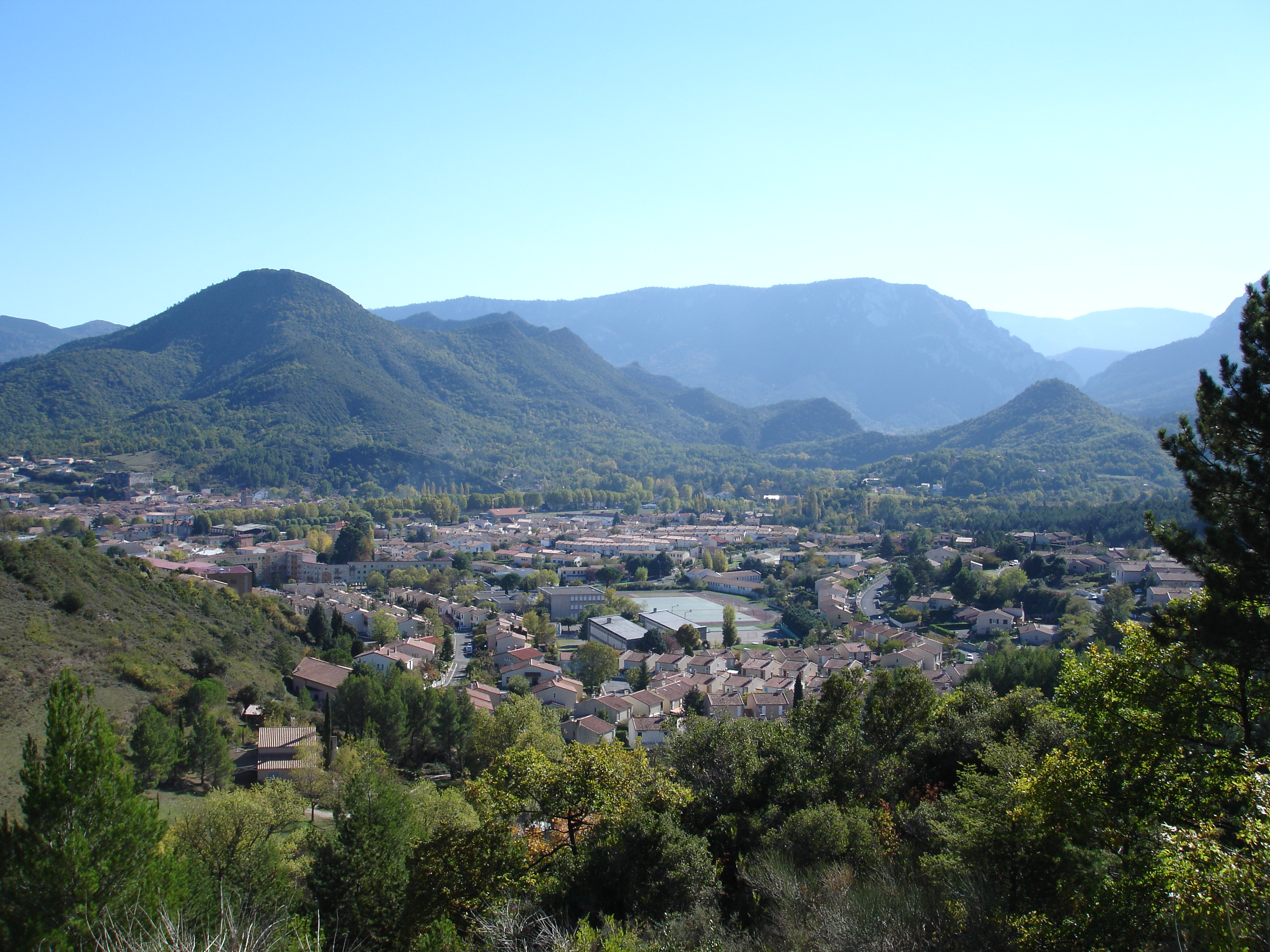
Quillan
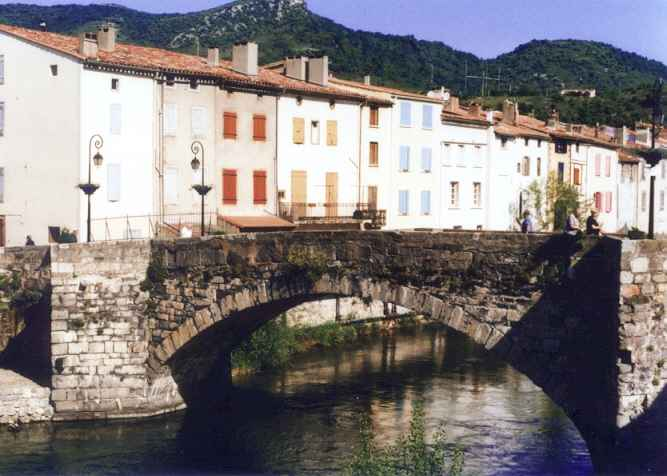
Pont Vieux
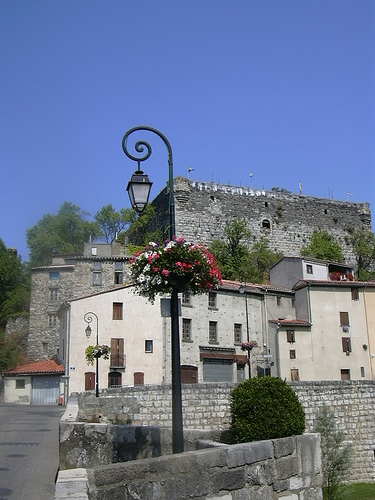
Kasteel
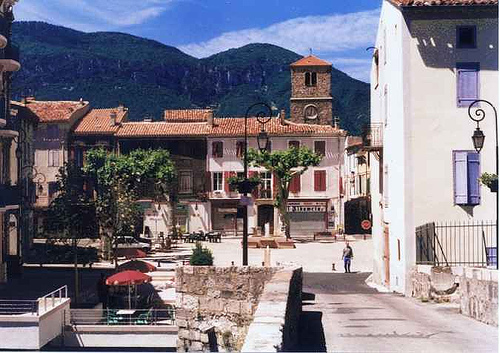
Place de la Republique